# Amenazzy
José Daniel Betances Espinal (Santiago de los Caballeros; 4 de agosto de 1995) conocido artísticamente como Amenazzy, o El Nene La Amenaza, es un rapero y cantante dominicano de música urbana.

## Biografía
Amenazzy nació en Santiago de los Caballeros, Provincia de Santiago, República Dominicana; el 4 de agosto de 1995. 
Apareció en un sencillo del 2013 de Los Mellos on the Track. Después de varias apariciones más como invitado, tuvo un sencillo de éxito en solitario en 2015 con «La Chanty», y su álbum homónimo fue lanzado en 2016.
Amenazzy ha sido elogiado por su combinación de sus canciones con reggaetón, Trap, Pop Urbano y R&B. Ha colaborado con artistas como Lary Over, Lápiz Conciente, Arcangel, El Alfa, Bryant Myers, G-Eazy, Farruko, Don Omar, De La Ghetto, Myke Torres, Yandel, Nicky Jam y Daddy Yankee. Su canción «Baby» con Nicky Jam y Farruko obtuvo más 300 millones de vistas en YouTube.

## Trayectoria
Poco después de su debut, Amenazzy saltó a la fama con «Después del party», tema que inmediatamente se volvió viral, abriéndole las puertas de la industria musical. Grabado con los Mellos, «Después del party» sonó tanto en emisoras locales como internacionales. Gracias al éxito del tema, Amenazzy empezó a ser visto como una de las nuevas promesas del género, idea que se consolidó con el lanzamiento de su segundo hit «La Chanty». Esta canción tuvo tal éxito que en 2016 lanzó su primer remix junto Arcángel.
Seguido regresó con los lanzamientos de «Me haces falta», «Munchies de mujeres» y su colaboración con Don Miguelo, «Sin maquillaje». Cada uno de estos temas consiguió posicionarse en las listas musicales de América Latina, dando a conocer al joven artista. Gracias a la reputación con la que contaba entonces, comenzó a colaborar con importantes artistas de la escena como Farruko, Nicky Jam, Bad Bunny, J Balvin, Yandel y Arcángel, entre otros.
Tras el éxito de «Me haces falta», Amenazzy volvió a marcar tendencia con Reggaeton Royalty III, tema en el que colaboró con Arcángel, Julio X, Beto Pelaez, J Balvin, El Poeta Callejero y Nicky Jam. A este le siguieron las colaboraciones «Reggaeton Love» con Ozuna, Ken Y y Crazy Desing, «Billetes de 100» con Mark B; «Pussy en la Boca» junto a Migueltom y «Me Llamas» con Arcángel, De La Ghetto y Bad Bunny.
En 2017, continuó revolucionando la escena musical colaborando con Lary Over en Solo y con Noriel en Ayer. Por ambas, recibió una certificación por la RIAA: 4x Platino y Oro, respectivamente. Asimismo, publicó «En una Caja de Muerto» con El Alfa, «Lean» con Bad Bunny y los sencillos «Que Rico Fue» con Emy Luziano y «Lunes Pal Que Puede». Posteriormente lanzó temas como «Ganja» y «Quiéreme Ahora (Remix)»; colaboró en «Me Rindo» con Noriel y Santana the Golden Boy y en «Dame Una Hora» con Eladio Carrion, Decibel Gigolo y La Exce.
Recientemente ha publicado numerosas colaboraciones, entre las cuales sobresalen «Olvidarte» con Menor Menor, «Se Moja» con Rauw Alejandro, Noriel y Eladio Carrion y «Dios Bendiga (Remix)» con Arcángel y De La Ghetto. Además, lanzó el sencillo «Baby Mala» y la colaboración con Nicky Jam y Farruko, «Baby», tema que actualmente cuenta con más de 235 millones de vistas en YouTube.

## Discografía
- Santo Niño (2021) [9]

- Triple Equis (2023)

## Reconocimientos
- Premios Juventud 2019: Nueva Generación Urbana (Ganador) [10]
- Premios Soberano 2021: “Artista urbano del año” y “Espectáculo del año” (nominado)  [11]
- Certificación 4x Platino de la RIAA por «Solo» con Lary Over
- Certificación 2x Platino de la RIAA por «Baby» con Farruko, Nicky Jam
- Certificación Platino de la RIAA por «Dios Bendiga (Remix)»
- Certificación Oro de la RIAA por «Lean» con Bad Bunny y Lito Kirino
- Certificación Oro de la RIAA por «Ayer» con Noriel